# Paul Geheeb
Paul Geheeb (Geisa, Alemania, 10 de octubre de 1870-Hasliberg-Goldern, Suiza, 1 de mayo de 1961) fue un reformador educativo alemán, fundador de la Escuela de Odenwald y la École d'Humanité.

## Su vida
Tanto el abuelo como el padre de Paul Geheeb fueron químicos farmacéuticos, su padre además fue botánico especialista en musgos y llegó a reunir una colección única en el mundo. La pasión de su padre por la naturaleza influyó fuertemente en Geheeb, quien desde muy pequeño acompañaba a su padre a recorrer bosques vecinos en búsqueda de nuevas especies.
Respecto a sus estudios superiores, fue alumno en la Universidad de Berlín y de Jena. Fue un destacado estudiante, solían nombrarlo como el «ewiger student» que en alemán significa un estudiante con una sed insaciable de conocimiento.
Guillermo Humboldt fue uno de los maestros más queridos de Geheeb. En la universidad dedicó mucho tiempo al estudio de la teología, filosofía, idiomas orientales y clásicos (latín, griego, hebreo y arameo) anatomía, fisiología y psiquiatría. Luego de recibirse de teólogo Geheeb fue ordenado a cumplir funciones como pastor, pero pasado poco tiempo advirtió que su verdadera vocación era la de formar mentes jóvenes, se asomaba su pasión por la pedagogía.
Antes de culminar sus estudios en la Universidad sintió que su verdadera vocación estaba en ayudar a los niños más pobres de las grandes ciudades. Así, en 1902 se unió a Hermann Liszt, quien fue un gran adelantado de los nuevos sistemas educativos en Haubinda, donde más tarde fue nombrado director. Pero dos años después Geheeb conformó su propia “comunidad escolar libre” junto a Edith Cassirer, maestra e hija de un acaudalado industrial de Berlín. En 1907 se casaron y por 52 años ella permaneció a su lado, apoyando sus ideales. Si bien los padres de Cassirer se opusieron firmemente al matrimonio, le otorgaron a la pareja todo lo necesario para fundar en abril de 1910 la Odenwaldschule, un centro educativo en donde se alojaban alumnos y se les brindaba una educación integral.
A esta nueva comunidad educativa asistían gran parte de los niños de la élite alemana, quienes recibían formación en literatura, arte y música. Pero años después tras la llegada del nazismo en Alemania Geheeb decidió marcharse; cabe destacar que no fue un exiliado sino que Hitler quiso que permaneciera en Alemania debido a su gran reputación internacional.
Entre los amigos de Geheeb estuvieron hombres como Romain Rolland, Gandhi, Tagore, Albert Schweitzer y Albert Einstein, hombres que han dejado huellas en la época en que les tocó vivir.

## El ideal educativo de Geheeb
Hablando en una conferencia en Darmstadt (1929), Geheeb esbozaba las siguientes palabras: “En el siglo XVII se desarrolló entre los alemanes una ansiedad creciente, basada en la idea de que la civilización destruiría el humanismo. Un grito se levantó, cada vez más alto y apasionado: “No queremos sacerdotes, ni sabios, ni oficiales, ni futuros artífices, sino seres humanos”. Al mismo tiempo lanzaba Rousseau su llamado en pro de una “vuelta a la naturaleza”, pero no en el sentido de dar la espalda a la cultura; porque Rousseau no pensó nunca en huir del mundo y encerrarse en la cueva de una selva virgen. Lo que quería era un humanismo de verdad. Sabemos cómo su “Emile” conmovió e inspiró a Kant y a Goethe, y con qué avidez lo leyó el joven Pestalozzi, aunque por esas épocas estuviera prohibido en Suiza. Luego apareció la Magna Carta del nuevo tipo de educación, el Wilhelm Meister de Goethe.»
Para Geheeb, la cercanía a la naturaleza era un aspecto vital para la educación del individuo. Advirtió tempranamente que se tornaba imposible desarrollar de manera plena la personalidad individual manteniéndose aislado o confinado en el círculo familiar. Para ello se necesita de una comunidad viva de niños y adultos, Geheeb consideraba que cada individuo tiene origen en una comunidad y depende de ella, sin ella no podría permanecer vivo ni seguir existiendo.
Esta “comunidad viva” fue el pilar fundamental de la obra educativa de Geheeb. El ser dirigido era algo desconocido en su institución. Para él esta comunidad educativa debía existir sin superiores, sin directores debido a que había una gran confianza en la responsabilidad de cada uno, para sí mismo y para la comunidad.
Este criterio estaba en completa contradicción a la tradición autoritaria de la educación alemana. Era una postura totalmente extrema, según el cual se otorga al niño una «libertad» que no le corresponde, en nombre del sistema de educación progresiva.